# Ismaël Isaac Abadie
Ismaël Isaac Abadie, né le 20 janvier 1820 à Vizan, dans le Gers, est un ingénieur français, inventeur de plusieurs dispositifs mécaniques présents par la suite sur la plupart des revolvers européens de le seconde moitié du XIXe siècle. Il est également connu pour son rôle pendant la Commune de Paris, ayant été chargé de la démolition de la colonne Vendôme.

## Biographie
Ismaël Isaac Abadie naît le 20 janvier 1820 à Vizan, dans le Gers. Il s’installe par la suite à Paris, au 17, rue de Moscou. Dans les décennies suivantes il dépose plusieurs brevets pour diverses inventions mécaniques, comme un parapluie réductible en 1850. Il crée par ailleurs en août 1866 une entreprise fabricant du papier à cigarettes grâce à l’une de ses inventions.
Abadie prend part à la Commune de Paris en 1871, pendant laquelle il est notamment chargé de superviser avec Jules Iribe la destruction de la colonne Vendôme. À la suite de la liquidation de la Commune par l’armée versaillaise, Abadie fuit en Belgique et est condamné en son absence le 24 septembre 1872 à la déportation en enceinte fortifiée par le quatrième conseil de guerre.Installé à Bruxelles, il est finalement gracié le 29 mai 1879.
En Belgique, Abadie poursuit ses travaux d’ingénierie. Il s’intéresse notamment aux revolvers et dépose plusieurs brevets sur le sujet. Parmi ceux-ci l’un d’eux est un nouveau système d’éjection qui devient par la suite standard sur les revolvers belges. Un autre est un dispositif de sécurité bloquant le chien à mi-course lorsque la porte de chargement est ouverte et le déconnecte de la queue de détente. Le lien entre celle-ci et le barillet est toutefois conservé, de sorte qu’une pression sur la queue de détente fait tourner le barillet d’un cran. Cela rend à la fois le chargement plus sûr et plus rapide. Ce système se retrouve sur la plupart des révolvers européens produits entre 1878 et 1900. Deux modèles de revolvers utilisés par l’armée portugaise font en outre directement référence à Abadie, les Abadie M1878 et M1886,.